# Koyunlu, Mutki
Koyunlu là một thị trấn thuộc huyện Mutki, tỉnh Bitlis, Thổ Nhĩ Kỳ. Dân số thời điểm năm 2011 là 1.265 người.